# Кали-юга
Ка́ли-ю́га (санскр. कलियुग, IAST: kali-yuga) — четвёртая из четырёх юг, или эпох, в нисходящем индуистском временном цикле. Характеризуется падением нравственности, поскольку добро в мире уменьшается до одной четверти от первоначального состояния в век Сатья-юга. Варианты трактовки названия: «век демона Кали», «железный век», «век раздора». В индийской литературе приводятся разные датировки Кали-юги. Согласно пуранам, Кали-юга началась в полночь 18 февраля или 23 января 3102 года до н. э. (по григорианскому календарю), в момент, когда Кришна покинул Землю и вернулся в Вайкунтху. Продолжительность Кали-юги составляет 432 тыс. лет.
В XIX веке традиционные воззрения были оспорены индийским гуру Шри Юктешваром. В своей книге «Святая наука» (1894) он утверждает, что наш мир движется по восходящей дайва-юге (полуцикл длиной 12 000 лет, который включает в себя все четыре юги), уже миновал Кали-югу длительностью 1200 земных лет, и с 1699 года н. э. находится в Двапара-юге, которая продлится 2400 лет.

## Атрибуты Кали-юги
В «Махабхарате» описывается, что это самый дурной век, в который от первоначальной добродетели остаётся лишь одна четверть, да и та к концу Кали-юги полностью разрушается. Уменьшается продолжительность жизни людей — в Кали-югу люди живут максимум до 100 лет. Наступает общая экономическая и духовная деградация, люди проявляют самые ужасные и отвратительные качества. Слабеют их мужество, ум и сила. Поведением людей начинают управлять злоба, зависть и честолюбие. Люди становятся лживыми и соблюдают лишь видимость жертв, даров и обетов. Брахманы прекращают творить молитвы, отступают от принесения жертв и чтения Вед, забывают о поминальных жертвах и едят, что придётся.
Тем не менее, утрата моральных ценностей и забвение долга в конечном счёте оборачивается против самих носителей зла и порока. Правители, ставшие в эту эпоху тиранами, не в состоянии ни держать людей в повиновении, ни защитить свои народы от нападения других народов, впавших в состояние варварства, забыв добродетели и приношение жертв богам. Кали-юга прекращается тогда, когда зло и насилие заполняют весь мир, который затем разрушается — наступает пралая (растворение). Таким образом, завершается Маха-юга, и круг эпох возобновляется.
В Кали-югу предписанной духовной практикой является воспевание святых имён Бога.